# Míčovna (Pražský hrad)
Míčovna (někdy také Velká míčovna) je podlouhlá renesanční budova v Královské zahradě Pražského hradu, která původně sloužila ke hraní míčových her. Její severní stěna je architektonicky velmi bohatá a vyzdobená renesančními sgrafity. Míčovnu postavil v letech 1568–1569 stavitel Bonifác Wolmut. Společně s celým areálem hradu je od roku 1962 chráněna jako národní kulturní památka České republiky.

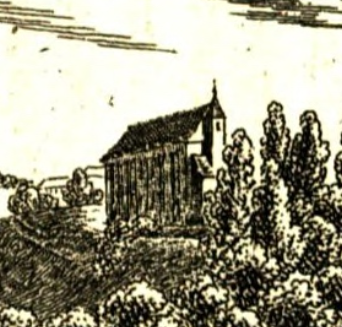
Míčovna Pražského hradu (1832)

## Historie

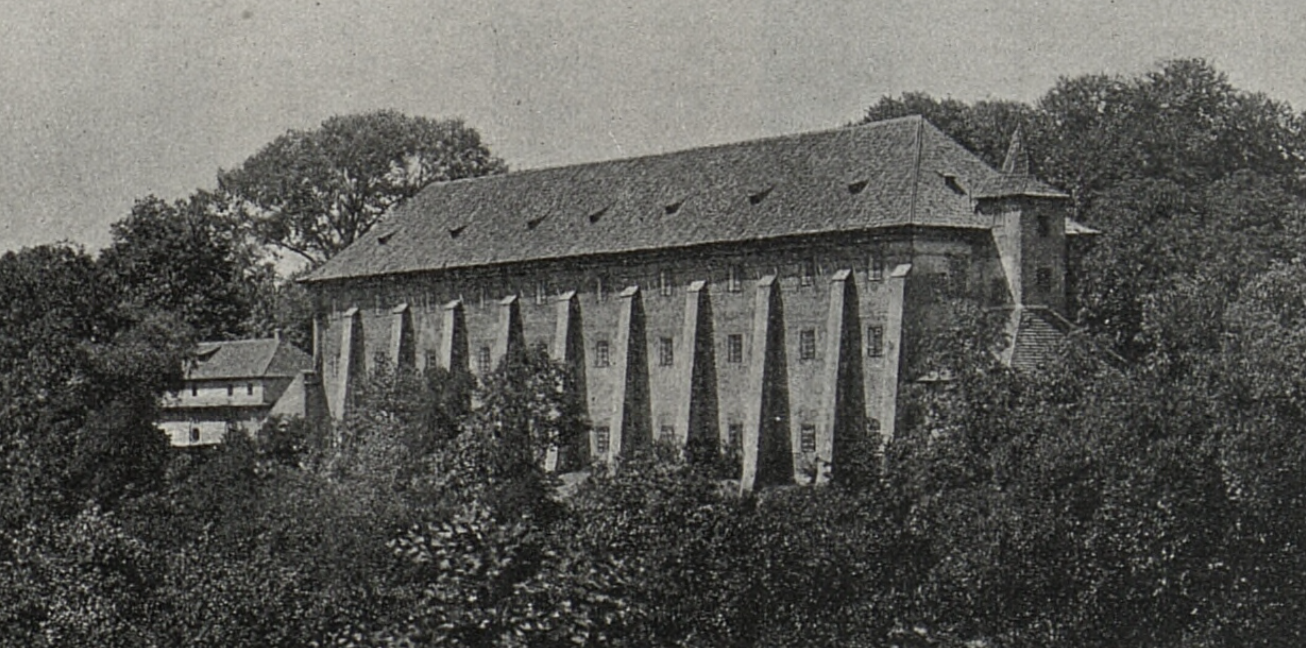
Velká míčovna, pohled od Pražského hradu (1906)

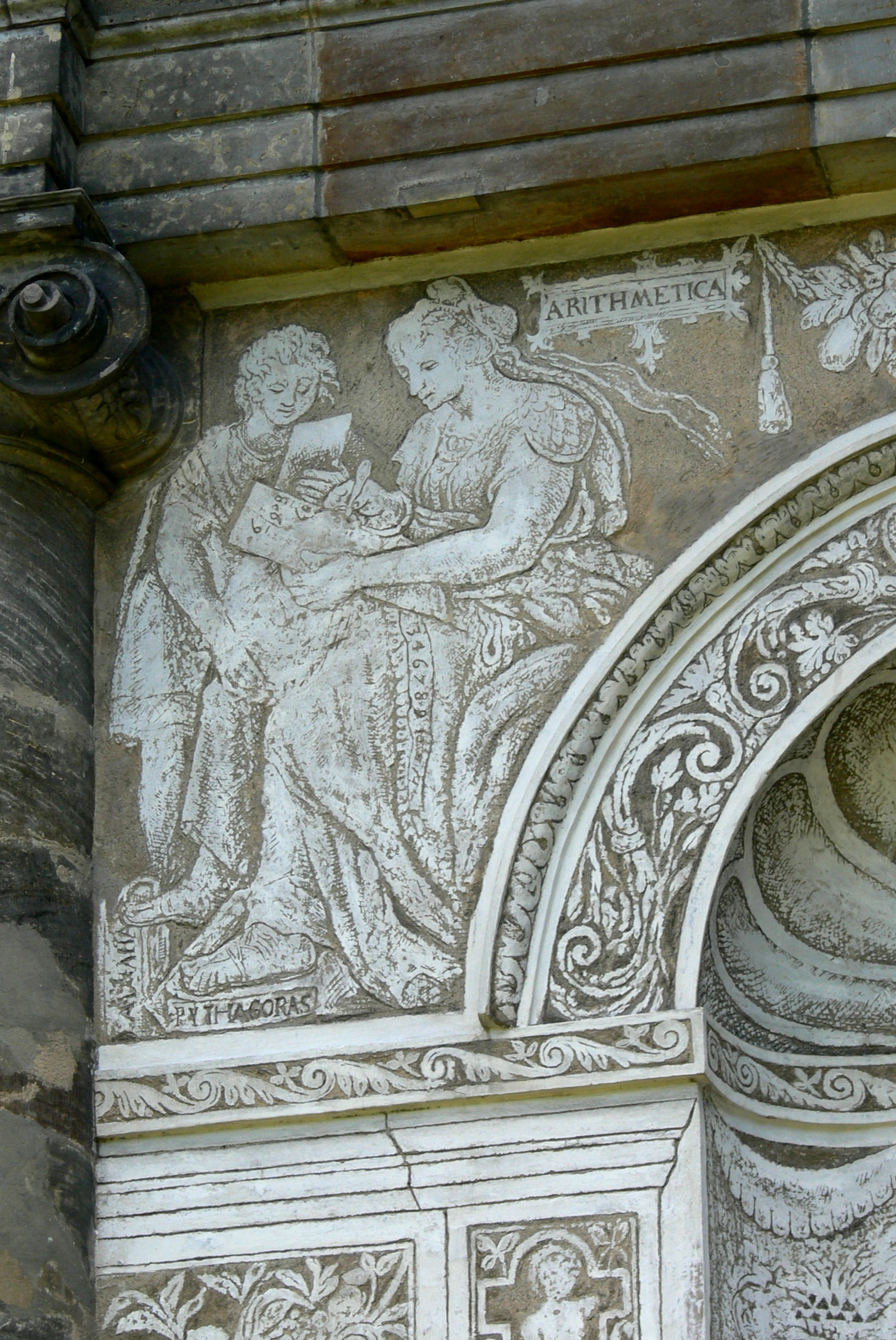
Jedno ze sgrafit na Míčovně: Arithmetica

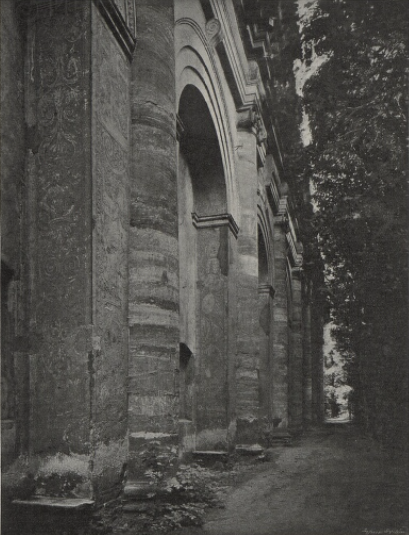
Míčovna Pražského hradu – na fotografii z roku 1906 jsou ještě vidět původní sgrafita

Stavba proběhla velmi rychle, byla však špatně založena na hraně Jeleního příkopu, takže se musela brzy opravovat a v roce 1617 se zřítila klenba. Míčovna v roce 1757 vyhořela a po roce 1848, kdy měla být využita jako kasárna, byla do ní velmi necitlivě vestavěna dvě poschodí. Po roce 1918 proběhly nejnutnější opravy, arkády na rozdíl od současného stavu nebyly prosklené, ale plné (zděné), a čisté, bez sgrafitové výzdoby. Roku 1945 byla Míčovna zasažena dělostřeleckým granátem a vyhořela. Za velké rekonstrukce v roce 1952 byla obnovena valená klenba, opravena vzácná sgrafita a v jednom z oblouků došlo k doplnění o znak komunistické pětiletky, kterým je uvnitř ozubeného kola číslice pět, dále pak srp a kladivo. I na tento prvek se vztahuje ochrana (sgrafita na fasádě restauroval Josef Wagner).

## Popis
Vcelku prostá podlouhlá budova téměř 80 m dlouhá s valbovou střechou a točitým schodištěm s vížkou na východní čelní stěně. Podélné stěny jsou členěny na deset polí, jižní stěna opěráky, severní 11 kamennými polosloupy s iónskými hlavicemi, které nesou bohaté kladí. Severní stěna, obrácená do Královské zahrady, je bohatě vyzdobena. Dvě a dvě krajní pole fasády mají po dvou mělkých výklencích nad sebou, středních šest polí tvořilo původně velmi hmotnou loggii, dnes zasklenou. Všechny plochy jsou pokryty ornamentálními i figurálními sgrafity z konce 16. století. Nad oblouky jsou alegorie ctností a sedmi svobodných umění.
Dvě a dvě krajní pole odpovídají zázemí vlastního sálu, který je osvětlen šesti velikými okny v severní stěně a zaklenut valenou klenbou s lunetami původního tvaru, ale provedenou jako betonová skořepina.
Před budovou stojí alegorická socha Noc od Matyáše Bernarda Brauna z roku 1735.